# Consell de la Vall
Consell de la Vall (francès Conseil de la Vallée, italià Consiglio della Valle) és el nom oficial del Consell Regional de la Vall d'Aosta, denominació aprovada en l'estatut especial de 1948.

## Competències
El poder legislatiu el té la Giunta Regionale, formada per 35 membres i un president, que nomenen el Consell de la Vall, amb poder executiu. Tenen competències en beneficència, municipalitat i serveix comunitaris a nivell local.
L'article 2 de l'estatut els atribueix competències en l'estatut jurídic del personal al seu servei, en circumscripcions municipals i en policia local. Segons l'article 117 de la Constitució Italiana del 1948, poden elaborar lleis pròpies, que estaran sotmeses al parer del govern de Roma, i tindrà competències en ordenament administratiu, circumscripció municipal, política local, fires i mercats, beneficència pública i assistència sanitària, formació professional, museus i biblioteques, urbanística, turisme, carreteres regionals, ports lacustres, fonts termals, cacera, pesca, artesania i agricultura. De fet, des de començaments dels 90 gestionen el 90% dels impostos propis i gaudeixen d'un règim fiscal força favorable.

## Història
La idea del Consell de la Vall correspon a una Assemblea representativa de tots els valdostans amb capacitat per a prendre decisions importants, que té l'origen a les chartes de franchises, la primera de les quals fou concedida per Humbert Blancamà el 1032. Aquestes llibertats locals van resistir fins a l'arribada de la Unificació italiana i van rebre un cop molt fort amb la instauració del feixisme.
En caure Benito Mussolini, els nacionalistes valdostans van presentar les seves reivindicacions al Comitè d'Alliberament Nacional italià, qui el 29 de desembre de 1945 autoritzarà l'establiment del primer primer consell de 25 membres, presidit per l'historiador Federico Chabod, i que elegirà la primera Junta regional el 1946. Les primeres eleccions regionals se celebraren el 24 d'abril de 1949, en la que, endemés, serà escollit el President de la Vall d'Aosta.